# For Those About to Rock (We Salute You)
For Those About to Rock (We Salute You) — восьмой студийный альбом австралийской рок-группы AC/DC, выпущенный в 1981 году на лейбле Atlantic Records.
Первый альбом группы, который достиг первого места в хит-параде Billboard 200. Диск возглавлял американские чарты в течение трёх недель, в этом же году группа выступала хедлайнерами на фестивале в Донингтоне. 2 сингла из этого альбома — «For Those About to Rock (We Salute You)» и «Let’s Get It Up», попали в английскую двадцатку. В 2003 году альбом был переиздан, как часть серии AC/DC Remasters.
Третий и последний альбом группы, спродюсированный Маттом Лангом.
Альбом достиг максимального уровня продаж в США и ему был присвоен четырежды платиновый статус от RIAA за тираж более 4 000 000 экземпляров в январе 2001 года.

## Список композиций
Слова и музыка всех песен — написаны Ангусом Янгом, Малькольмом Янгом и Брайаном Джонсоном.
| №  | Название                                        | Длительность |
| -- | ----------------------------------------------- | ------------ |
| 1. | «For Those About to Rock We Salute You (песня)» | 5:44         |
| 2. | «Put the Finger on You»                         | 3:26         |
| 3. | «Let’s Get It Up»                               | 3:54         |
| 4. | «Inject the Venom»                              | 3:31         |
| 5. | «Snowballed»                                    | 3:23         |

| №                   | Название                   | Длительность |
| ------------------- | -------------------------- | ------------ |
| 1.                  | «Evil Walks»               | 4:24         |
| 2.                  | «C.O.D.»                   | 3:19         |
| 3.                  | «Breaking the Rules»       | 4:23         |
| 4.                  | «Night of the Long Knives» | 3:26         |
| 5.                  | «Spellbound»               | 4:30         |
| Общая длительность: | Общая длительность:        | 40:00        |

## Участники записи
Приведены по сведениям баз данных Discogs и AllMusic.
:
- Брайан Джонсон — вокал
- Ангус Янг — соло-гитара
- Малькольм Янг — ритм-гитара, бэк-вокал
- Клифф Уильямс — бас-гитара, бэк-вокал
- Фил Радд — ударные

Технический персонал:
- «Матт» Ланг — музыкальный продюсер
- Марк Дирнли — звукорежиссёр
- Дэйв Тонер — сведение
- Энди Роуз — звукооператор
- Марк Хэлидэй — звукооператор
- Найджел Грин — звукооператор
- Боб Людвиг — инженер мастеринга[англ.], нарезка лакового слоя

Переиздание 1994 года:
- Тед Йенсен[англ.] — цифровой ремастеринг

Переиздание 2003 года:
- Майкл Фрейзер[англ.] — мастеринг-супервайзер
- Аль Квальери — мастеринг-супервайзер
- Джордж Марино — инженер мастеринга[англ.], цифровой ремастеринг
- Юджин Настаси — оцифровка
- Smay Vision — дизайн буклета
- Клод Гассиан — фотография
- Джо Сиа — фотография
- Пол Наткин — фотография
- Пьер Террассон[англ.] — фотография
- Росс Халфин[англ.] — фотография
- Брэд Толински[англ.] — автор текста для буклета

## Позиции в хит-парадах
Альбом
| Год       | Чарт                                       | Высшая позиция | Пребывание в чарте |
| --------- | ------------------------------------------ | -------------- | ------------------ |
| 1981—1982 | Австралия (Kent Music Report)              | 3              | нет данных         |
| 1982      | Австрия (Ö3 Austria)                       | 7              | 14 недель          |
| 1981—1982 | Великобритания (UK Albums Chart)           | 3              | 29 недель          |
| 1981—1982 | Канада (RPM 100 Albums)                    | 4              | 16 недель          |
| 1981—1982 | Нидерланды (Nationale Hitparade LP Top 50) | 22             | 8 недель           |
| 1981—1982 | Новая Зеландия (RMNZ)                      | 6              | 14 недель          |
| 1981—1982 | Норвегия (VG-lista)                        | 6              | 10 недель          |
| 1981—1982 | США (Billboard 200)                        | 1              | 30 недель          |
| 1981—1982 | Финляндия (Suomen virallinen lista)        | 19             | 13 недель          |
| 1981—1982 | Франция (SNEP)                             | 1              | 43 недели          |
| 1981—1982 | ФРГ (Offizielle Top 100)                   | 2              | 22 недели          |
| 1981—1982 | Швеция (Topplistan)                        | 9              | 6 недель           |
|           |                                            |                |                    |
| 2003      | Франция (SNEP)                             | 8              | 8 недель           |
|           |                                            |                |                    |
| 2008      | Испания (PROMUSICAE)                       | 75             | 1 неделя           |
| 2008      | США (Billboard Top Hard Rock Albums)       | 20             | 1 неделя           |
|           |                                            |                |                    |
| 2011      | Италия (Classifica album)                  | 94             | 1 неделя           |
|           |                                            |                |                    |
| 2014      | Франция (SNEP)                             | 255            | 2 недели           |

Синглы
| Год                                       | Чарт                                     | Высшая позиция    | Пребывание в чарте |
| «Let’s Get It Up»                         | «Let’s Get It Up»                        | «Let’s Get It Up» | «Let’s Get It Up»  |
| ----------------------------------------- | ---------------------------------------- | ----------------- | ------------------ |
| 1982                                      | Австралия (Kent Music Report)            | 73                | нет данных         |
| 1982                                      | Великобритания (UK Albums Chart)         | 13                | 6 недель           |
| 1982                                      | Канада (RPM 50 Singles)                  | 9                 | 10 недель          |
| 1982                                      | США (Billboard Hot 100)                  | 44                | 9 недель           |
| 1982                                      | США (Billboard Rock Albums & Top Tracks) | 9                 | 15 недель          |
| 1982                                      | ФРГ (Offizielle Top 100)                 | 33                | 7 недель           |
| 1982                                      | Швеция (Topplistan)                      | 18                | 1 неделя           |
| «For Those About to Rock (We Salute You)» |                                          |                   |                    |
| 1982                                      | Великобритания (UK Albums Chart)         | 15                | 6 недель           |
| 1982                                      | США (Billboard Rock Albums & Top Tracks) | 4                 | 18 недель          |
|                                           |                                          |                   |                    |
| 2017                                      | Великобритания (UK Albums Chart)         | 90                | 1 неделя           |

## Продажи
| Регион | Сертификация  | Продажи   |
| --- | ------------- | --------- |
| Австралия (ARIA) | 5× Платиновый | 350 000^  |
| Австрия (IFPI Austria) | Золотой       | 25 000*   |
| Великобритания (BPI) | Золотой       | 100 000^  |
| Германия (BVMI) | Платиновый    | 500 000^  |
| Дания (IFPI Danmark) | Золотой       | 50 000^   |
| Испания (PROMUSICAE) | Золотой       | 50 000^   |
| Италия (FIMI) · учёт продаж начиная с 2009 года | Золотой       | 25 000    |
| США (RIAA) | 4× Платиновый | 4 000 000 |
| Франция (SNEP) | Платиновый    | 529,600*  |
| Швейцария (IFPI Switzerland) | Платиновый    | 50 000^   |
| * Данные о продажах приведены только на основе сертификации. · ^ Данные о тиражах приведены только на основе сертификации. · Данные о продажах + прослушиваниях приведены только на основе сертификации. |               |           |